# Koronka
Koronka (románul Corunca): falu Romániában Maros megyében. Közigazgatásilag Jeddhez tartozott 2004-ig. 2004-töl Székelybós faluval egyetemben új községet alkot.

## Fekvése
A falu Marosvásárhelytől 4,5 km-re délkeletre, a Sós-, a Bósi- és a Vácmán-patakok mellett fekszik. A község a Marosvásárhely Metropoliszövezethez tartozik. A falut átszeli az E60-as európai út.

## Története
Területe ősidők óta lakott. A falu határában őskori és római leleteket találtak. Közelében feküd a középkori Sárvári nevű falu, amely a 16. században pusztult el, míg Kisernyét a török pusztította el 1661-ben. A települést 1332-ben Korunka néven említik először. A falunak Koronka + Székelybós. 1850-ben 927-en lakták, ebből 544 magyar, 209 román, 95 cigány volt. 1910-ben 911 lakosa volt, melyből 740 magyar és 79 román. A trianoni békeszerződésig Maros-Torda vármegye Marosi felső járásához tartozott. 1992-ben 1501-en lakták, ebből 1339 magyar, 86 román, 74 cigány volt. 2002-ben 1743-an lakták, ebből 1563 magyar, 142 román, 34 cigány volt. 2011-ben 2785-en lakták, ebből 1809 magyar, 814 román, 88 cigány.

## Látnivalók
- Református temploma 1769 és 1778 között épült, tornya 1793-ből való. A korábbi templomot magas védőfalak övezték, melyeket 1769-ben bontottak le.
- A Toldalagi-kastélyt 1830 körül Toldalagi Ferenc építtette a régebbi 17. századi kastély helyére, amely 1630-ban már állott. Egykor gazdag 10 000 kötetes könyvtára volt, melyből 1944-ben 2343 régi kötetet sikerült megmenteni.
- A Sapientia Erdélyi Magyar Tudományegyetem épülete, amelyet 2005-ben adták át.

## Híres emberek
- 1670–1678 között itt szolgált református papként Fogarasi Mátyás, a marosvásárhelyi református iskola korábbi igazgatója, Apáczai Csere János tanítványa.

## Galéria

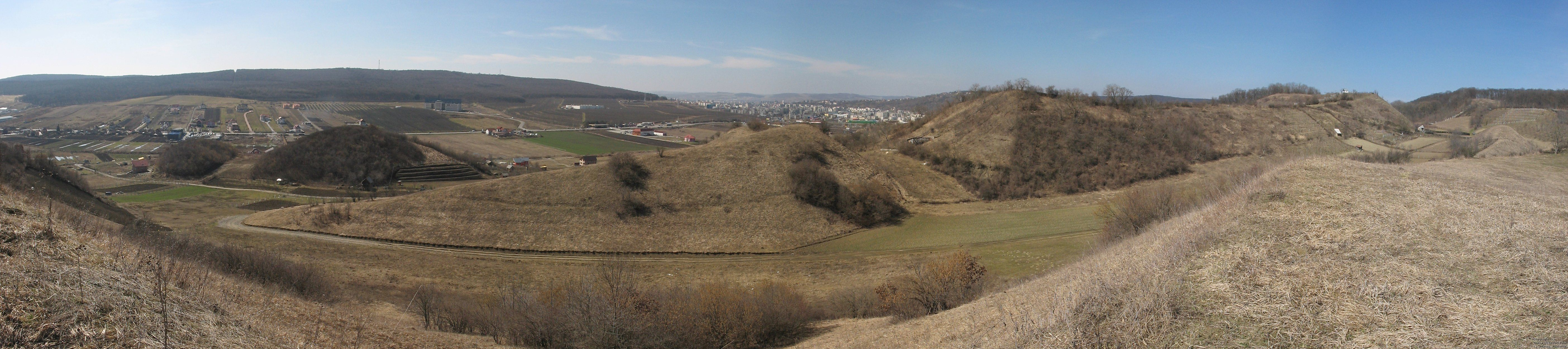
Koronka és Marosvásárhely közti dombság 2008-ban
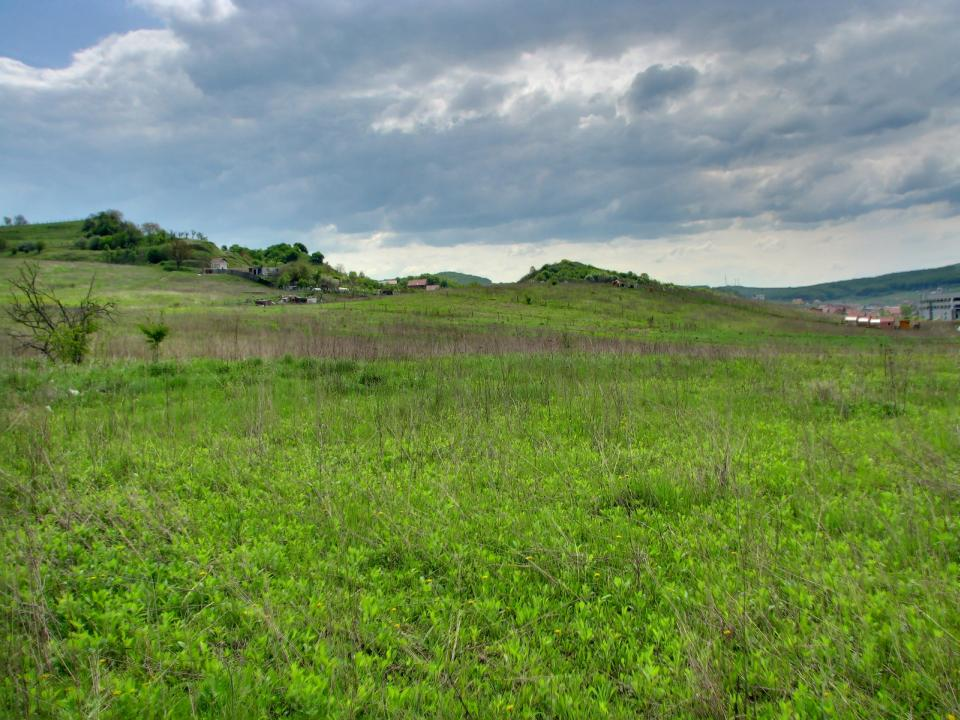
Koronka környéki dombok
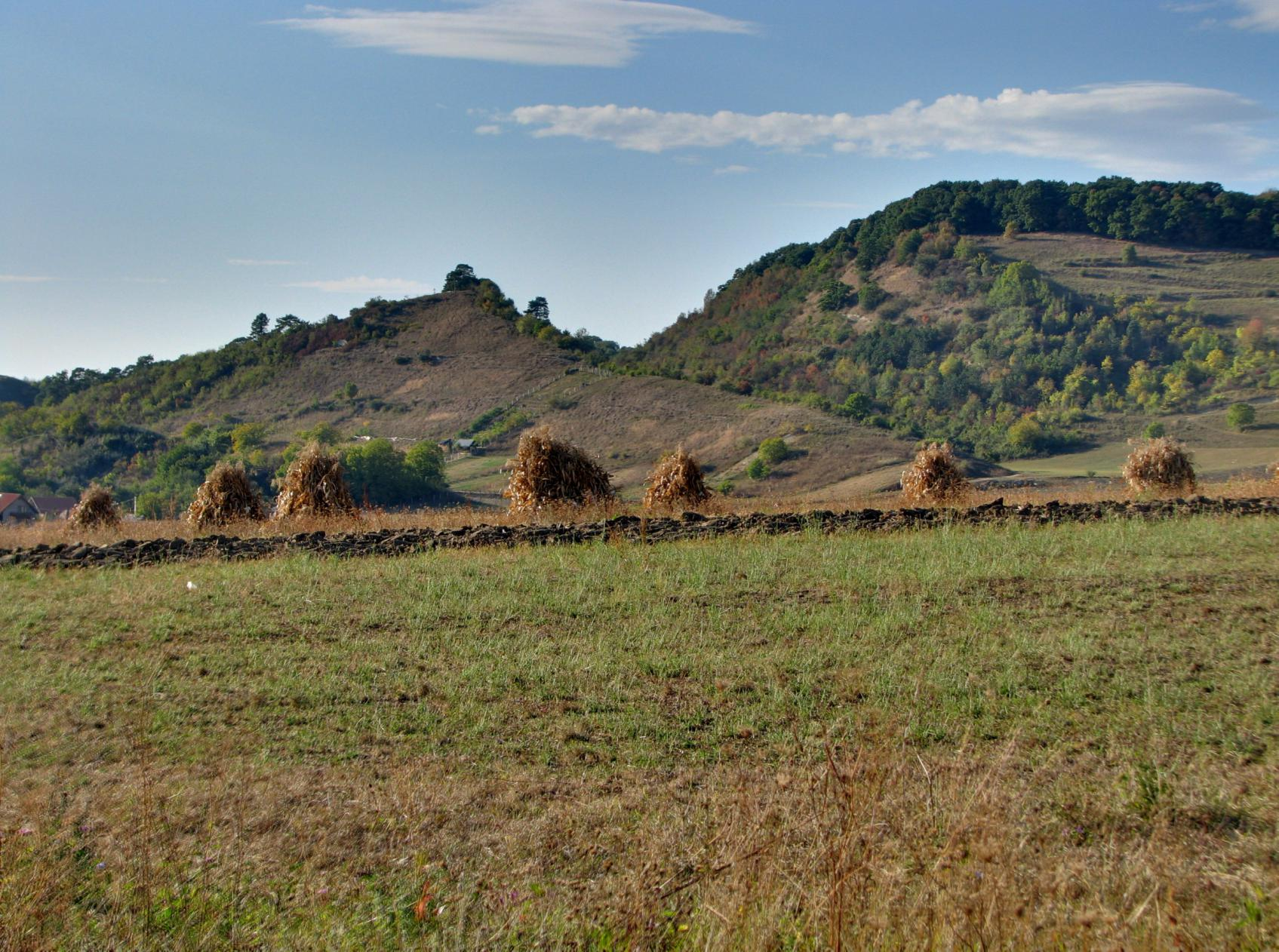
Koronka környéki dombok
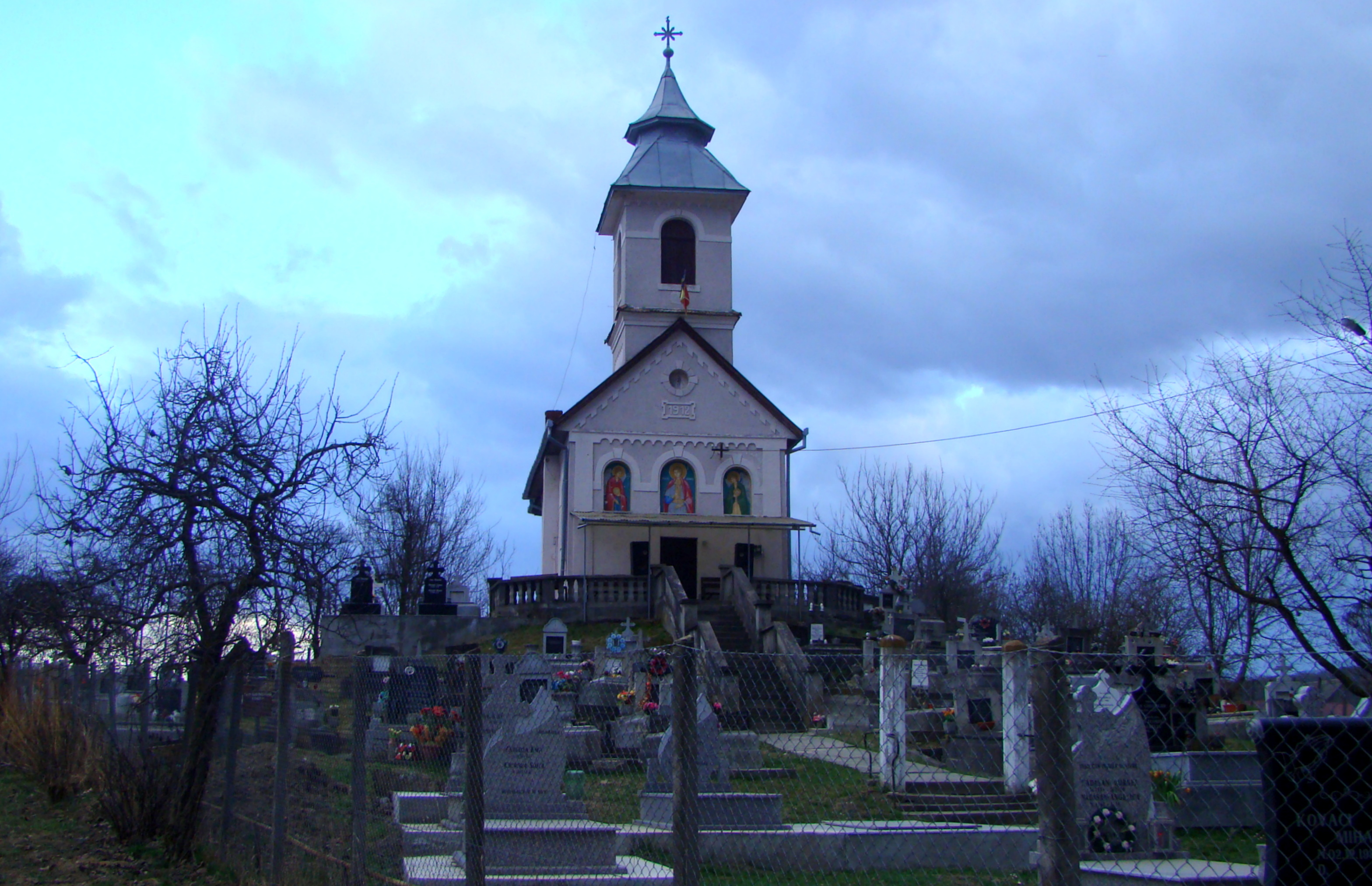
Szent György ortodox templom Koronkán
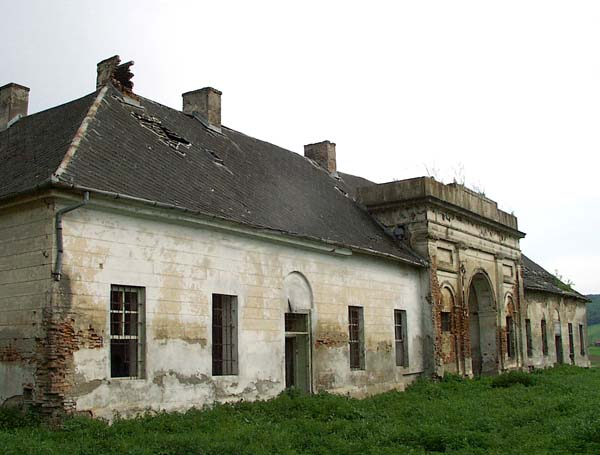
Tholdalagi kastély a XX.sz. közepén
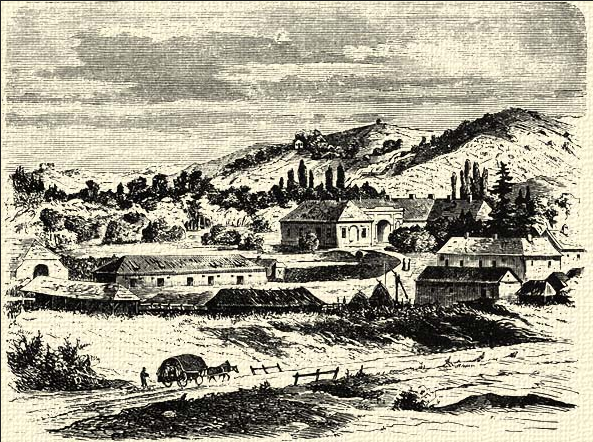
Tholdalagi kastély 1870 körül